# Bucelas
Bucelas – parafia (freguesia) Loures i jednocześnie miejscowość w Portugalii. W 2011 zamieszkiwało ją 4 663 mieszkańców, na obszarze 33,97 km².